# PilotWings
Pilotwings (Japans: パイロットウイングス) is het eerste deel in een 3 delen tellende PilotWings-reeks. De nieuwste PilotWings is voor de Nintendo 3DS, deze wordt op 25 maart 2011 uitgebracht. Het eerste deel verscheen in 1990 in Japan. Ook is er een PilotWings Wii-versie te downloaden op Virtual Console bij de Wii Shop.
Spelers kunnen tijdens missies gebruikmaken van een deltavlieger, gyrocopter of jetpack. Daarnaast zijn in het spel enkele mini-games te verdienen zoals parachutespringen en kanonschieten.

## Gameplay
Het spel speelt zich af op verschillende virtuele eilanden, waar spelers met als voorbeeld een hangglider rond een eiland moeten vliegen en daarmee zo veel mogelijk punten zien te scoren.
Ook kun je er trainingen volgen, die plaatsvinden op de gebieden die de Flight Club worden genoemd. In dat gebied zijn er talrijke evenementen om aan deel te nemen.
Er zijn ook bonus-evenementen waarbij je extra veel punten kunt verdienen.

## Platforms
| Jaar | Platform                |
| ---- | ----------------------- |
| 1990 | SNES                    |
| 2009 | Virtual Console (Wii)   |
| 2013 | Virtual Console (Wii U) |

## Ontvangst
| Beoordeeld door                | Jaar | Platform            | Score |
| ------------------------------ | ---- | ------------------- | ----- |
| Computer and Video Games (CVG) | 1991 | SNES                | 94%   |
| Power Unlimited                | 1993 | SNES                | 94%   |
| Raze                           | 1991 | SNES                | 92%   |
| Total!! UK Magazine            | 1992 | SNES                | 91%   |
| Jeuxvideo.com                  | 2010 | SNES                | 90%   |
| Nintendo Life                  | 2009 | Virtual Console Wii | 80%   |
| Megablast                      | 1992 | SNES                | 80%   |
| Nintendo Power Magazine        | 1991 | SNES                | 76%   |
| IGN UK                         | 2010 | Virtual Console Wii | 75%   |
| Retrogaming History            | 2009 | SNES                | 70%   |

## Trivia
- Het spel is opgenomen in het boek 1001 Video Games You Must Play Before You Die van Tony Mott.

PilotWings  · PilotWings 64 · Wing Island (Hudson Soft) · PilotWings Resort